# Largo da Academia Nacional de Belas Artes
Der Largo da Academia Nacional de Belas Artes (kurz: Largo das Belas Artes) ist ein Platz im Zentrum der portugiesischen Hauptstadt Lissabon. Er liegt am südlichen Rand des Stadtteils Chiado in der Stadtgemeinde Santa Maria Maior und wird gebildet aus den zusammenlaufenden Straßen Rua Ivens und Rua Vítor Cordon.  

## Geschichte
Ursprünglich trug der Platz den Namen Largo da Biblioteca Pública, benannt nach der Öffentlichen Bibliothek, die seit 1837 im Gebäude des ehemaligen Klosters Convento de São Francisco da Cidade untergebracht war. In den 1970er Jahren zog sie als Biblioteca Nacional (Nationalbibliothek) an den Campo Grande. 
Die Academia Nacional de Belas Artes (Akademie der Bildenden Künste), die ebenfalls in dem alten Konventgebäude ihren Sitz hat, stellte Antrag auf Umbenennung des Platzes. Ihm folgte der Stadtrat von Lissabon am 6. April 1982.

## Bauwerke
Neben dem Konvent São Francisco da Cidade prägen die beiden denkmalgeschützten Palastbauten des Palacete Pereira Costa und des Palacete Iglésias das Erscheinungsbild des Platzes.